# سیارک ۱۲۱۳۷
سیارک ۱۲۱۳۷ (به انگلیسی: 12137 Williefowler، نامگذاری:4004P-L) دوازده هزار و صد و سی و هفتمین سیارک کشف شده‌است که در ۲۴ سپتامبر ۱۹۶۰ کشف شد.